# Eurocard

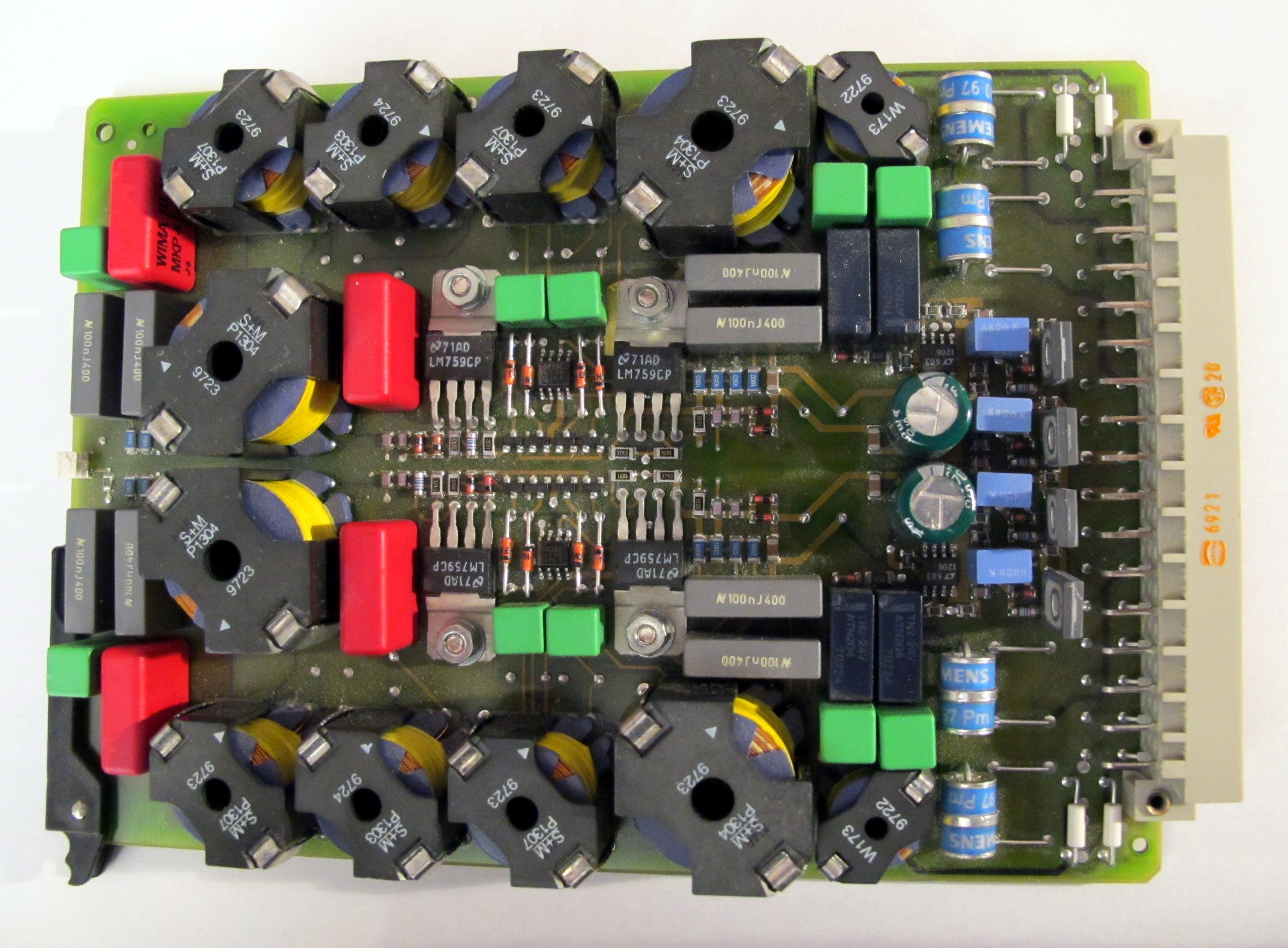
Circuito stampato realizzato in formato Eurocard, assemblato in una scheda elettronica, con connettore DIN 41612 (visibile sulla destra)

Eurocard è un formato standard europeo per circuiti stampati, spesso anche detto "scheda formato Europa", il quale può essere interconnesso in una struttura standardizzata chiamata subrack. Il subrack consiste in una serie di guide, posizionate in alto ed in basso, nei quali le schede possono scivolare e possano stare in verticale, come libri su uno scaffale. Sul retro di ciascuna scheda si trovano uno o più connettori, i quali a loro volta si inseriscono in un connettore fissato su una scheda (noto anche come 'Backplane') che costituisce il retro del cassetto subrack.

## Dimensioni
Il formato è un misto di misure metriche e misure anglosassoni.
I subrack hanno dimensioni standardizzate sia in orizzontale che in verticale. L'altezza è specificata mediante l'unità 'U',  dove 1U equivale a 1,75 pollici (44,45 mm), l'altezza di una unità di un Rack 19 pollici. La larghezza è specificata dall'unità 'HP', dove 1 HP equivale a 0,20 pollici (5,08 mm). 
'U' sta per 'Unit', unità e 'HP' per 'Horizontal Pitch', ossia passo orizzontale.
Un cassetto 3u è alto 5,25 pollici (133,35 mm) ed accetta una scheda "singola Europa" o "Eurocard", che è alta 100 millimetri (3,937 in). 
Un altro formato popolare di cassetto è il 6U, che è alto 10,5 pollici (266,70 mm) ed accetta una scheda "doppia Europa" o "doppia Eurocard", alta 233,35 millimetri (9,187 in).
Da notare che le dimensioni del pannello frontale sono inferiori alle misure indicate del cassetto: per fare un esempio, il frontalino di un pannello 3U sarà alto 130 millimetri (5,118 in) mentre il cassetto misura 133,35 millimetri (5,250 in).
L'altezza base di una scheda Eurocard inizia con 100 millimetri (3,937 in) ed incrementa di 5,25 pollici (133,350 mm). Questo sistema consente di alloggiare due schede da 3U (alte (100 millimetri (3,937 in)) ciascuna) a fianco di una scheda 6U (alta (233,35 millimetri (9,187 in)) . 
Lo spazio di 33,35 millimetri (1,313 in) è richiesto dalla struttura di sostegno delle guide che deve essere inserito tra le due schede alte 3U.
Le schede Eurocard vengono prodotte con profondità modulari, partendo da 100 millimetri (3,937 in) e quindi aumentando a passi di 60 millimetri (2,362 in). La profondità di 160 millimetri (6,299 in) è la più richiesta attualmente, anche se l'hardware standard prodotto attualmente è disponibile per avere schede profonde 100 millimetri (3,937 in), 160 millimetri (6,299 in), 220 millimetri (8,661 in), 280 millimetri (11,024 in), 340 millimetri (13,386 in) e 400 millimetri (15,748 in). Ovviamente, la presenza della scheda backplane costringe, in un cassetto, ad avere schede tutte con la stessa profondità, ma nulla vieta di accoppiare cassetti di profondità differenti sulla strutture rack.

## Standard ed architetture
L'architettura meccanica è stata originariamente definita sotto la IEC-60297-3. Ad oggi lo standard più riconosciuto per queste strutture sono IEEE 1101.1, IEEE 1101.10 (anche note in inglese come "dot ten") ed IEEE 1101.11. La IEEE 1101.10 copre le richieste a riguardo delle EMI e della meccanica necessarie per VITA 1.1-1997(R2002), che è lo standard dell'estensione VME64 come per PICMG 2.0 (R3.0), che è la specifica CompactPCI. 
Lo standard IEEE 1101.11 copre le unità connesse posteriormente, anche chiamate rear transition modules o RTMs.
Una particolarità dello standard Eurocard è la non definizione del connettore da usarsi o quali segnali vengano assegnati ai contatti del connettore.
I sistemi normalmente impiegati per l'interconnessione nell'architettura Eurocard includono l'originale connettore DIN 41612, standardizzato sotto la norma IEC 60603.2. Questo è il connettore usato per lo standard VMEbus noto anche come IEEE 1014. 
Il connettore noto come DIN a 5 righe, usato per VME64, è normato dalla IEC 61076-4-113, l'architettura VME64 Extension è stato definito dal VITA 1.1-1997 (R2002).
Un'altra architettura per computer molto diffusa, che impiega schede Eurocard 6U-160, sono CompactPCI e CompactPCI Express, definite rispettivamente dalle norme PICMG 2.0R3 e PICMG Exp0 R1. 
Altre architetture per computer con formato Eurocard sono VXI, PXI, e PXI Express.
Un'architettura Eurocard 6U-220 era Multibus-II, nota come IEEE 1296.
Considerando che il sistema Eurocard prevede così tante combinazioni di dimensioni (essendo modulare) e che i produttori di connessioni hanno continuato a creare nuovi connettori compatibili col sistema, questo è un dimensionamento standard molto popolare scelto per numerose applicazioni.
Lo standard Eurocard ha dato origine al formato "Eurorack" per modular electronic music synthesizers, resi popolari da produttori tra i quali Doepfer.